# Беджанян, Давид Исакович
Дави́д Иса́кович Беджаня́н (род. 6 сентября 1988, Большой Камень, Приморский край) — российский тяжелоатлет, выступающий в весовой категории до 105 кг, двукратный чемпион Европы, призёр чемпионатов мира. Заслуженный мастер спорта.

## Спортивная карьера
Высшими достижениями Давида Беджаняна являются победы на двух чемпионатах Европы 2012 и 2013 годов в весовой категории до 105 кг.
17 декабря 2011 года на Кубке Президента РФ Давид Беджанян установил мировой рекорд в толчке — 238 кг. В августе 2014 года на чемпионате России в Грозном Давид в толчке показывает результат 241 кг, что превышает мировой рекорд, однако не признается Международной тяжелоатлетической федерацией (IWF), так как показан на внутренних соревнованиях. В ноябре 2014 года на чемпионате мира в Алматы сначала Руслан Нурудинов из Узбекистана превосходит официальный рекорд — 239 кг, затем Давид Беджанян возвращает себе официальное высшее мировое достижение — 240 кг, и наконец, казахстанец Илья Ильин устанавливает окончательный мировой рекорд в толчке — 242 кг. В 2015 году Беджанян повторил этот результат на чемпионате России, обновив свой же национальный рекорд и завоевав золотую медаль первенства страны.
28 ноября 2015 года на проходившем в г. Хьюстон (США) Чемпионате мира по тяжелой атлетике 2015 года, Давид Беджанян выиграл серебряную медаль, набрав в сумме вес 411 кг (180 кг в рывке + 231 кг в толчке выиграв малую золотую медаль в этом упражнении)

### Результаты выступлений
| Год  | Соревнование               | Место проведения | Весовая категория | Рывок  | Толчок | Сумма двоеборья | Место |
| 2009 | Чемпионат Европы до 23 лет | Владыславово     | до 105 кг         | 170 кг | 221 кг | 391 кг          | 1     |
| 2010 | Чемпионат Европы до 23 лет | Лимасол          | до 105 кг         | 179 кг | 225 кг | 404 кг          | 1     |
| 2011 | Кубок России               | Санкт-Петербург  | до 105 кг         | 190 кг | 240 кг | 430 кг          | 1     |
| 2011 | Чемпионат России           | Пенза            | до 105 кг         | 185 кг | 230 кг | 415 кг          | 3     |
| 2011 | Кубок Президента РФ        | Белгород         | до 105 кг         | 183 кг | 238 кг | 421 кг          | 1     |
| 2012 | Чемпионат Европы           | Анталья          | до 105 кг         | 185 кг | 220 кг | 405 кг          | 1     |
| 2012 | Чемпионат России           | Саранск          | до 105 кг         | 180 кг | 230 кг | 410 кг          | 1     |
| 2013 | Чемпионат Европы           | Тирана           | до 105 кг         | 181 кг | 230 кг | 411 кг          | 1     |
| 2013 | Универсиада                | Казань           | до 105 кг         | 179 кг | 224 кг | 403 кг          | 3     |
| 2013 | Чемпионат мира             | Вроцлав          | до 105 кг         | 180 кг | 225 кг | 405 кг          | 2     |
| 2014 | Чемпионат России           | Грозный          | до 105 кг         | 185 кг | 241 кг | 426 кг          | 1     |
| 2014 | Чемпионат мира             | Алматы           | до 105 кг         | 187 кг | 240 кг | 427 кг          | 3     |
| 2015 | Чемпионат России           | Старый Оскол     | до 105 кг         | 185 кг | 242 кг | 427 кг          | 1     |
| 2015 | Чемпионат мира             | Хьюстон          | до 105 кг         | 180 кг | 231 кг | 411 кг          | 2     |

## Личная жизнь
Живёт в пгт Солнечнодольск Ставропольского края. Является студентом агрономического факультета Ставропольского государственного аграрного университета.